# Stefan Cohnen
Stefan Cohnen (Sittard, 4 december 1982) is een Nederlandse wielrenner. De in Selfkant wonende Cohnen werd wielerprof in 2006 bij de professionele ploeg Naturino - Sapore di Mare en fietste in 2007 voor diens opvolger Aurum Hotels.
Stefan Cohnen wist in 2005 een etappe in de Ronde van het Qinghaimeer te winnen. Het seizoen 2006 moest hij voortijdig afbreken door een gebroken sleutelbeen. Ook het seizoen 2007 liep niet rooskleurig voor de Nederlander. Nadat zijn ploeg, Aurum Hotels, geen Procontinentale licentie kreeg raakte de ploeg ook nog eens in de financiële problemen en werd daardoor halverwege het seizoen ontbonden. In 2008 moest Cohnen noodgedwongen een stap terug moeten zetten en tekende een contract bij het Duitse Team Sparkasse.
In de jaren daarna reed Cohnen bij de kleinere ploegen Betonexpressz 2000-Limonta en het Luxemburgse Team Differdange. In oktober 2011 werd bekend dat Cohnen in 2012 weer in het profcircuit te zijn. Hij rijdt in 2012 voor de Belgische ploeg Landbouwkrediet waar ook de Nederlanders Dirk Bellemakers, Reinier Honig en Bobbie Traksel onder contract staan.
In 2014 ging hij bij Parkhotel Valkenburg aan de slag als wegkapitein.
In 2015 rijdt Stefan Cohnen in de ploeg van Cicli Basso Vicenza - Donckers Koffie.

## Belangrijkste overwinningen
2004
- 2e etappe An Post Rás

2005
- 4e etappe Ronde van het Qinghaimeer

2007
- Sluitingsprijs Zwevezele

2010
- 4e etappe Flèche du Sud